# Plutarchia hayati
Plutarchia hayati (лат.) — вид наездников рода Plutarchia из семейства эвритомиды (Eurytomidae, Chalcidoidea). Индия (штат Уттар-Прадеш).

## Описание
Мелкие наездники (длина самок около 2 мм). Тело чёрное с несколькими коричневыми отметинами; основания и вершины средних и задних голеней желтовато-коричневые. Голова и грудь с коротким белым опушением. От близких видов отличается следующими признаками: стигмальная жилка короче маргинальной жилки; брюшко в 1,3 раза длиннее торакса; короткой маргинальной жилкой. Проподеум со срединным килем.

## Таксономия
Вид был впервые описан в 1990 году по типовым материалам из Индии (Уттар-Прадеш; коллектор M.Hayat).

### Комментарии
1. ↑  В первоисточнике нет раздела эпонимии, но, предположительно, таксон традиционно был назван в честь коллектора типовой серии, чьё имя M.Hayat[1].